# Limnophila malagasya
Limnophila malagasya är en tvåvingeart som beskrevs av Alexander 1920. Limnophila malagasya ingår i släktet Limnophila och familjen småharkrankar.
Artens utbredningsområde är Madagaskar. Inga underarter finns listade i Catalogue of Life.